# Cantamos
| Recensione              | Giudizio |
| ----------------------- | -------- |
| AllMusic                | [ 3 ]    |
| Dizionario del Pop-Rock | [ 4 ]    |
| 24.000 dischi           | [ 5 ]    |

Cantamos è un album dei Poco, pubblicato dalla Epic Records nel novembre del 1974.
L'album si classificò al settantaseiesimo posto (4 aprile 1975) della Chart statunitense Billboard 200.

## Tracce
Lato A
1. Sagebrush Serenade – 4:57 (Rusty Young)
2. Susannah – 4:13 (Paul Cotton)
3. High and Dry – 4:55 (Rusty Young)
4. Western Waterloo – 4:01 (Paul Cotton)

Lato B
1. One Horse Blue – 3:33 (Paul Cotton)
2. Bitter Blue – 3:20 (Timothy B. Schmit)
3. Another Time Around – 5:01 (Paul Cotton)
4. Whatever Happened to Your Smile – 3:12 (Timothy B. Schmit)
5. All the Ways – 3:27 (Rusty Young)

## Formazione
- Paul Cotton - chitarra, voce
- Rusty Young - chitarra steel, chitarra, voce
- Timothy B. Schmit - basso, voce
- George Grantham - batteria

Note aggiuntive
- Poco - produttori
- Registrazioni effettuate al Record Plant di Los Angeles, California
- M. Hank Harman - ingegnere delle registrazioni
- Michael Verdick - assistente ingegnere delle registrazioni
- Phil Hartmann - design copertina e illustrazione album
- Gribbitt - art direction
- Hartmann & Goodman - direzione[9]